# Initial D
Initial D (頭文字D, Inisharu Dī, Kashiramoji Dī) és un manga de Shuichi Shigeno publicat originalment a la revista de Kodansha, Young des de 1995. La historia va ser adaptada a una sèrie d'anime per Avex i posteriorment a una pel·lícula live-action per Avex i Media Asia.
L'anime i manga se centra en el món de les carreres il·legals japoneses, on tota l'acció es concentra a la muntanya, i mai a les ciutats ni les àrees urbanes, i l'estil de carreres de drifting posa l'accent. La història se centra al voltant de la prefectura japonesa de Gunma (en la seva majoria Shibukawa on viu el Takumi), més concretament en diverses muntanyes de la zona de Kanto i les ciutats i pobles dels seus voltants. Encara que alguns dels noms dels llocs on els personatges corren s'han ficcionat, tots els llocs de la sèrie es basen en localitzacions actuals del Japó.

## Argument
Initial D conta la historia de Takumi Fujiwara, estudiant de col·legi de 18 anys, que treballa en una gasolinera amb dos amics: Itsuki (Company de classe que no cessa de parlar a Takumi de la seva passió pels cotxes i dels seus models preferits) i Iketani (Una mica més gran que ells i líder de l'equip local de corredors de carrer: Els Akina Speedstars) Takumi, als ulls dels seus amics, no té la més mínima idea de cotxes ni tampoc el més mínim interès.
A més de treballar a la gasolinera, Takumi ajuda al seu pare a la seva tenda de formatge de soja (tofu) des que estava en sèptim curs. Ell s'encarrega des dels 13 anys de fer el repartiment de tofu a un hotel al mont Akina, sempre al volant del Toyota Sprint Trueno GT-APEX '86 AE86, "Hachi-Roku" (en japonès, 8-6) del seu pare, Bunta Fujiwara, encara que oficialment acaba de treure's el permís de conduir.
Aquests anys pujant i baixant el mont Akina, sota la supervisió a la llunyania del seu pare, li han ajudat a adquirir una tècnica prodigiosa al volant, encara que en realitat al Takumi no sembla preocupar-li si té habilitat per als cotxes o no, i inicialment solament es preocupa de realitzar el repartiment com més prompte millor valent-se per a això de la seva habilitat amb el cotxe.
Cert dia, un equip de corredors de carrer procedent d'Akagi, els Redsuns, apareix en Akina per a desafiar a l'equip local a una carrera. L'equip liderat per Iketani, que serà l'equip encarregat d'acceptar el desafiament, està en condicions molt inferiors, tant en qualitat de cotxes com en nivell de conducció per a enfrontar-se als Redsuns, no obstant això no poden rebutjar el repte per motius d'orgull.
A la volta de reptar als Akina Speedstars, un dels líders de l'equip Redsuns, Keisuke Takahashi, germà menor del cridat Estel Blanc d'Akagi, Ryosuke Takahashi, és burlat i avançat a una velocitat vertiginosa per un AE86 baixant el Mont Akina.
A partir d'ací, Keisuke comença a obsessionar-se a obtenir la revenja contra el pilot d'aqueix AE86, exigint als Speedstars que li organitzen una carrera contra ell. Iketani aclaparat per la més que probable derrota i un accident seu amb el cotxe comença a investigar a la recerca del 86, fins que les seues investigacions li duen a Bunta Fujiwara.
Els Speedstars tractaran de convèncer en va al Bunta, perquè vagi a disputar la cursa per ells, la qual cosa aquest rebutja argumentant que ja és massa gran per a ajuntar-se amb xics. No obstant això Bunta aprofita l'oportunitat de ficar a Takumi en el món de les carreres il·legals i s'ofereix a prestar-li el cotxe a canvi que siga ell el qual vaja i guanyi la batalla.
Així, a última hora, es presenta el 86 en el Mont Akina pilotat, per a sorpresa dels seus amics que esperaven per a veure la carrera, pel Takumi.
La carrera farà que la fama del AE86 d'Akina es dispari, fent que altres famosos corredors rondaires busquin desafiar-lo.

## Temporades
Fins al moment a l'anime s'han emés només 4 temporades:

### Primera Temporada (First Stage)
Takumi Fujiwara comença a introduir-se en les carreres rondaires juntament amb els seus amics i companys de treball Iketani i Itzuki. Takumi va afrontant rivals de cada vegada major nivell fins a arribar al millor pilot de la seua zona, Ryosuke Takahashi, personatge que impacta profundament a Takumi.
Aquesta primera temporada consta de 26 episodis:
1. La superderrapada en el Mont Akina
2. Derrape amb 4 rodes
3. El misteriós especialista d'Akina
4. La carrera en Akina
5. El guanyador
6. El nou rival
7. L'orgull dels corredors
8. Just un moment abans del límit del temps
9. AE86 vs GTR32
10. L'emoció de les 5 corbes
11. Apareix Shingo, el perillós
12. Duel amb cinta adhesiva
13. La primera cita amorosa d'Itsuki
14. La tècnica del derrapatge
15. La carrera de l'enutge
16. L'àngel del cim d'Usui
17. La carrera de la mort sobtada
18. El vent calorós de la cúspide d'Usui
19. La conclusió de la carrera
20. La fi de l'estiu
21. El repte de la súper estrela
22. La carrera de l'ascens de la muntanya
23. La carrera del descens sota la pluja
24. L'estel blanc d'Akagi
25. La revenja
26. La nova llegenda del descens

### Segona Temporada (Second Stage)
Un grup de Mitsubishi Lancer Evolution, cridat els Emperadors, s'aproxima a Gunma per a vèncer als equips locals en les seues pistes i pegar els adhesius tallats dels equips als quals vencen en l'aleró del seu cotxe. Aquesta visita suposarà un nou repte tant per a Takumi, que s'adonarà que existeix un límit fins i tot per a ell; com per a Ryosuke Takahashi.
Aquesta segona temporada consta de 13 episodis:
1. Súper arma prohibida
2. L'equip de Lan-Evos arriba a Akina
3. Por de perdre
4. Victòria sense emoció
5. Compte regressiu per al col·lapse
6. Adéu 86
7. Batalla en Akagi. Resplendor blanca i negre
8. L'acte perillós
9. El naixement del nou 86
10. El repte del 86 turbo
11. S'obri el segell
12. La carrera d'ànimes entre dues 86
13. El canvi d'estació

### Tercera Temporada/Pel·lícula (Third Stage)
El fill del major rival de la joventut de Bunta ve a cercar a Takumi per a reptar-lo i vèncer-lo.
Es posa un final a les històries sense concloure de Takumi i Natsuki, on al final s'aclareixen els problemes i l'amor d'aquests dos torna a la normalitat, concloent amb la invitació de Ryosuke Takahashi a un nou projecte, que seria tot un repte per a Takumi.
Aquesta pel·lícula té una durada aproximada d'1 hora i 43 minuts.

### Quarta Temporada (Fourth Stage)
Ryosuke Takahashi calcula que li queda un any per a dedicar-se a la medicina i treballar en l'hospital del que el seu pare és amo, però abans que el seu temps com corredor de carreres s'acabe decideix formar un equip superpoderós que repte als millors equips en les seues pistes batent a més els rècords tant en pujades com en baixades de la muntanya.
Aquesta quarta temporada consta de 24 episodis:
1. Project D
2. A tota velocitat! batalla en la baixada
3. L'as de l'escola Todou
4. Les dues instruccions
5. La línia a la victòria
6. Atac Cec
7. El debut del 85 turbo
8. La carrera de la destí
9. La confessió de Kyoko
10. L'arma definitiva de Saitama
11. Batalla en la pluja
12. La recta del desencantament
13. Motivació
14. El pobre pilot solitari
15. Complex de 4wd
16. La pujada de la fúria
17. La batalla definitiva de Saitama
18. L'últim viatge
19. Peu de déu mà de déu
20. GT-R al limite
21. Baralla de gossos
22. El bruixot que condueix amb una sola mà
23. Batalla sense fi
24. Desafiament Sense Fi

### Cinquena Temporada (fifth Stage)
En el manga abasta els toms 32 al 37 (els publicats fins a la data), dels quals l'últim ha estat publicat el passat 28 d'abril del 2007. L'animació de 5th stage després de 6 anys d'espera, es transmetrà per mètode de pagament per event pel canal Animax, es llançaran 2 episodis per mes, començant el 9/11/2012, cada parell de capítols tindran un cost aproximat de 10,69$. El tema principal sera fet per M.O.V.E.
Quines es vora
 en 5th (segons el manga)
Després de vèncer als Purple Shadows i els seus corredors déus en 4th Proyect.D viatja a les prefectura de Kanagawa i Shizuoka. Els primers rivals són de l'anomenat “Equip 246” que corre amb un pilot dit Kobayakawa en pujada (amb un Lancer Evolution VII) i amb el cap de l'equip, un pilot dit Omiya en baixada (amb un Mazda MX-5 Roadster). Després enfrontaren novament a Kai Kogashiwa, que aquesta vegada correrà per al Racing Team Katagiri de Kanagawa, amb un Toyota MR-S, deixant d'usar el SW20 del seu pare. La pujada la farà un pilot dit Minagawa amb un Toyota Supra. Després d'aquest enfrontament s'albiren encara més complicats rivals, un dels quals segons el manga posseeix un Honda NSX

### OVA's

#### Extra Stage
Cronològicament situada en 2nd després que Nakazato perd contra Seiji Iwaki dels Emperor, l'Extra stage és una història paral·lela que té com protagonistes centrals a Mako i Sayuki, les corredores del Sileighty de Usui i es basa més en la seua història personal que en carreres (solament hi ha una, Mako & Sayuki contra un membre secundari dels Emperor en Usui). Bàsicament és una stage per a fans únicament, ja que no aporta més que veure una part de 2nd des d'altre punt de vista…

#### Battle Stage
Battle Stage és una OVA de 40 minuts aproximadament que eixí en el 2002 compilant totes les carreres de les 3 etapes anteriors, millorant la qualitat de les imatges de 1st i 2nd al posar-les al nivell visual de 3rd. Com història no aporta res de nou, solament una carrera inèdita (Seiji Iwaki vs Keisuke Takahashi, carrera que no existeix tampoc en el manga i va ser creada especialment per a aquesta OVA). Solament per a fanàtics.

#### Live Action
Pel·lícula amb actors de carn i os que es basa en Initial D, especialment en 1st stage. Fou realitzada al Japó i dirigida per Andrew Lau i Alan Mak. És criticada per molts fans de la sèrie per barrejar i transgiversar personatges, rols, cotxes i situacions de l'anime. Dita també (Initial D The Movie).

#### Battle Stage II
Publicada al Japó a fins de Maig del 2007, Battle II es basa només en les carreres de 4th i com particularitat mostra les dues primeres pujades de Keisuke Takahashi (vs Atsurou Kawai (Nissan Skyline GTT R34) i Smiley Sakai (Profunda Integra turbo) que corresponen a la part de 4th on es va mostrar solament les dues baixades de Takumi, contra Tohru Suetsugu (Mazda MX-5 Roadster) i Daiki Ninomiya (Profunda Civic Type R EK9).
Va haver un avenç oficial, un amv dit “4th Stage Battle Digest” amb música Eurobeat que no va estar en 4th Stage. Aquest vídeo mostrava en 8 minuts una ullada del que sera aquesta Battle Stage II incloent les carreres inèdites dalt assenyalades.
Aquesta etapa no es podia quedar sense BSO: la banda sonora de Battle II són 2 cd (24 cançons en total) amb autors com Dave Rodgers, Kasanova, Manuel, Go 2 o Mega NRG Man, entre d'altres.

## Personatges i Equips

### Akina Speedstars
- Takumi Fujiwara (藤原拓海, Fujiwara Takumi): Sent el protagonista principal de la sèrie, Takumi de 18 anys és el fill d'un antic corredor de carreres del carrer, Bunta Fujiwara, el qual actualment dirigeix una botiga de formatge de tofu. Des que tenia 13 anys lliurava tofu amb un Toyota Esprintador Tro (AE86) a un hotel en el cim del Mont Akina, la qual cosa ho ha convertit juntament amb el seu talent innat en un prodigi del volant. En realitat no és un membre dels Speedstars, però el grup ho pren com propi, ja que és el corredor més talentós de la zona. Al llarg de la sèrie haurà de millorar tant personalment com en el seu maneig per a arribar a ser el número u...
- Itsuki Takeuchi (武内 イツキ, Takeuchi Itsuki): És el millor amic de Takumi i treballa amb l'a temps parcial en una gasolinera. El gran somni de la seua vida és ser un corredor del carrer per a això es comprarà un Levin AE85 (Hachi-Go), pensant que havia comprat un AE86 (Hachi-Roku) i que així formaria al costat de Takumi el duo dels Hachi-Rokus d'Akina. Sempre diu que un conductor del carrer no necessita una xica. També es podria dir que les seues habilitats com conductor són francament pèssimes.
- Kouichiro Iketani (池谷 浩一郎, Iketani Kōichirō): El creador dels Akina Speedstar i un dels millors amics de Takumi i Itsuki, ja que treballa amb ells en la gasolinera. Quant a les seues habilitats com conductor es pot dir que està en la mitjana, ja que no sap derrapar o conduir molt bé, i intenta que Takumi li ensenye les seues tècniques, fins que s'adona que els seus nivells són diferents. Condueix un Nissan Silvia S13.
- Kenji (健二): La veritat és que d'aquest personatge no se saben massa coses a pesar que les seues aparicions són constants en la sèrie, de fet no sabem ni tan sols el seu veritable nom ni la seua edat. En la sèrie es dedica a deixar-se caure per la gasolinera en la qual treballen Itskui, Iketani i Takumi per a "comentar les jugades" de les carreres esdevenidores. Condueix un Nissan 180SX. Sembla ser un amic proper a Iketani.

### Akagi RedSuns
Es tracta d'un equip d'alt nivell dirigit pels germans Takahashi.
- Ryosuke Takahashi (高橋 涼介, Takahashi Ryōsuke): Té 23 anys i és el líder i principal cervell dels Redsuns. És molt conegut per la gent en el món de les carreres perquè és bonic, ric i a més un virtuós dels cotxes, per a mostra el qual abans se li coneguera com l'estel blanc d'Akagi. A més de les seues habilitats com conductor, és un estudiant de l'escola de medicina per la qual cosa és també un analista escrupolós de les carreres, dels cotxes i dels pilots. Condueix un Mazda RX7 Savanna blanc (FC3S).
- Keisuke Takahashi (高橋 啓介, Takahashi Keisuke): El germà menut de Ryosuke. Té 21 anys. És el primer a notar i a patir les habilitats de Takumi. És molt més visceral que el seu germà major, i encara que se li creu inferior al seu germà en realitat el seu germà creu que el potencial de Keisuke és molt major que el seu. Condueix un Mazda RX-7 Efini groc (FD3S) especialista en les pujades.
- Kenta Nakamura (中村 ケンタ, Nakamura Kenta): Sabem que és un dels joves corredors dels Redsuns i que ha estat acollit per Keisuke baix la seua cura a causa de les seues bones habilitats. És un especialista sota la pluja. Condueix un Nissan Silvia S14 (Q's)

### Myogi NightKids
- Takeshi Nakazato (中里 毅, Nakazato Takeshi): Té 23 anys i és el líder dels NightKids. Començà conduint un Nissan Silvia S13 (com el de Iketani) i va aprendre a "driftear" amb ell, però canvi a un Nissan Skyline GT-R R32(BNR32) negre una vegada que unisc d'aquestes actuacions va vèncer a la seua S13. És un bon pilot, que prefereix utilitzar el grip abans que el drift. El seu pitjor defecte és que perd fàcilment la concentració i perd xocant-se moltes vegades.
- Shingo Shoji (庄司 真吾, Shōji Shingo): Té 20 anys i condueix un Profunda Civic (EG6). És l'únic acte amb tracció davantera que corre fins al moment en Initial D. Pretén ser el líder dels NightKids i aprofita la derrota de Nakazato enfront de Takumi per a reptar a aquest a un tipus de carrera que considera la seua especialitat (Combat mortal amb cinta adhesiva) i que es tracta d'amarrar-se la mà dreta al volant, de manera que siga més difícil prendre les corbes.

### Equip Emperador
És un equip format en la seua totalitat per Mitsubishi Lancer Evolution. Es vanen que el Evo és l'acte definitiu per a córrer en passos de muntanyes, ja que és un acte de ral·lies dut a les carreteres
- Kyouichi Sudou (須藤 京一, Sudō Kyōichi): Líder dels emperor i millor pilot de l'equip. Va ser l'únic que derrotà a Takumi, i va fer que el motor de l'AE86 col·lapsara. Condueix un Mitsubishi Lancer Evolution III (CE9A) altament equipat.
- Seiji Iwaki (岩城 清次, Iwaki Seiji): El segon pilot de l'equip. Aconseguí una ratxa de victòries en la prefectura de Gunma, fins que se topà en Akina i Takumi ho va derrotar. Maneja un Mitsubishi Lancer Evolution IV RS (CN9A).